# Itō Yōji

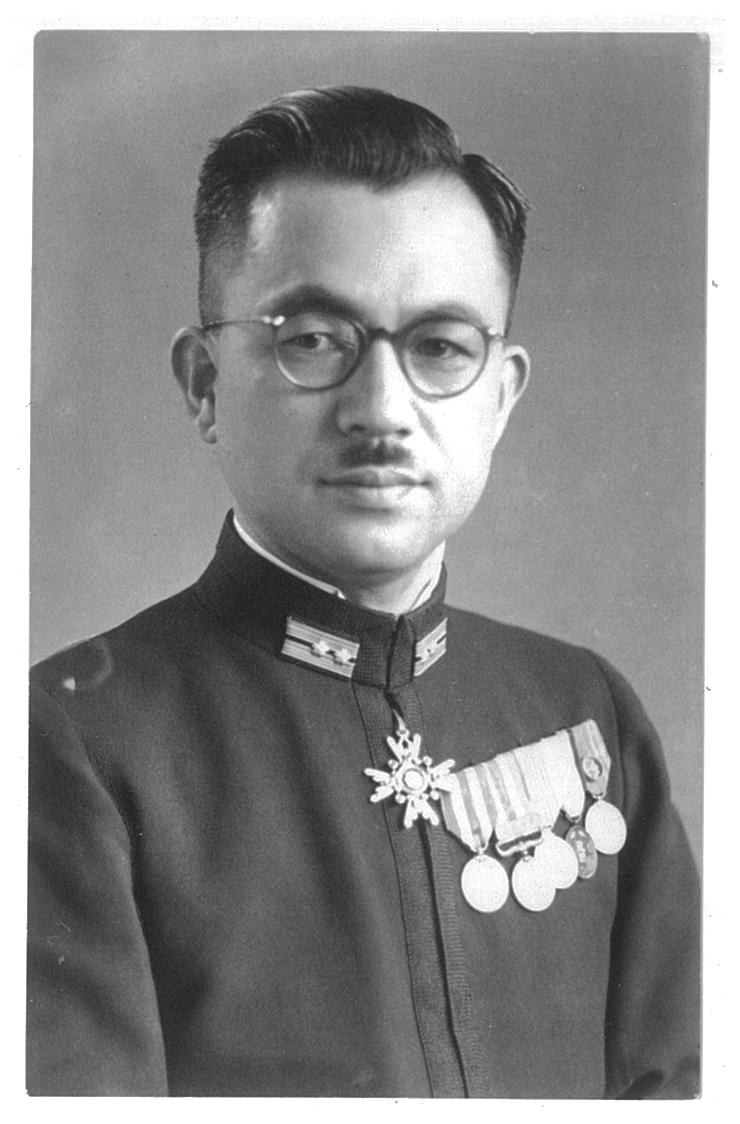
Itō Yōji

Itō Yōji (jap. 伊藤 庸二; * 5. März 1901 in Onjuku, Präfektur Chiba; † 9. Mai 1955 in der Präfektur Tokio) war ein japanischer Wissenschaftler und Elektroingenieur. Er promovierte 1929 an der Technischen Universität Dresden in Physik und 1936 an der Kaiserlichen Universität Tokio in Ingenieurwissenschaften. Sein letzter Dienstgrad war Oberst der Marinetechnik. Er spielte vor und während des Zweiten Weltkriegs auf japanischer Seite eine wichtige Rolle bei der Entwicklung des Magnetrons und der darauf basierenden „Funkentfernungsmesser“, also von Radargeräten.

## Jugend und Ausbildung
Geboren am 5. März 1901 in Onjuku. Die Familie Ito stammte aus dem Geschlecht der Feudalherren der Gemeinde Oyado. Nach seinem Schulabschluss an der Oberschule wurde er an der Kaiserlichen Universität Tokio (heute: Universität Tokio) als Marinestudent aufgenommen und schloss im März 1924 sein Studium an der Fakultät für Ingenieurwesen mit einem Diplom in Elektrotechnik ab.
Im folgenden Monat wurde er im Rang eines Leutnants bei der Marine als Entwicklungsingenieur aufgenommen.
Im August 1926 wurde er von Tsutomu Minohara (箕原勉) als Kandidat für ein Auslandsstudium empfohlen, da sich die Funktechnik in Europa und den USA zu dieser Zeit stark entwickelte. Im November 1926 reiste er nach Deutschland und studierte nach dem Erlernen der deutschen Sprache ab April 1927 an der Technischen Universität Dresden bei Professor Heinrich Barkhausen. Zur Wahl des Studienortes beriet er sich mit Yagi Shuji (八木 秀次).
Er forschte in Dresden an Radio-Vakuumröhren. Er wurde 1929 promoviert mit der Arbeit: „Theorie der Zweielektrodenröhren und Erzeugung elektrischer Schwingungen von extra niedriger Frequenz“.
Nach seiner Rückkehr nach Japan war er technischer Offizier in der Elektroforschungsabteilung des Naval Technical Research Laboratory, wo er an Zweipolröhren forschte. Die Ergebnisse dieser Arbeit wurden 1936 an der Kaiserlichen Universität Tokio als Dissertation „Research on Magnetotubes“ eingereicht, für die er im Dezember desselben Jahres den Doktortitel in Ingenieurwissenschaften erhielt.

## Grundlagenforschung
Ito Yoji beschäftigte sich mit der Erforschung und Entwicklung von verschiedenen Elektronenröhren: Radio-Vakuumröhren, Zweielektrodenröhren, Vibrationsröhren, Magnetröhren und war an verschiedenen Versionen des Anodenmagnetron richtungsweisend beteiligt.
Ein weiterer Intressensschwerpunkt war die Erforschung der Ionosphäre wegen des Phänomens des Fading, bei dem die vom Boden abgestrahlten Radiowellen in der Ionosphäre gebrochen und reflektiert werden. 1932 entwickelte er ein originelles Messgerät, das gepulste Wellen verwendete. Die ersten regelmäßigen Beobachtungen der Ionosphäre mit einem Flugzeug, wurden in Japan durchgeführt, und die Ergebnisse der Messungen wurden während des Zweiten Internationalen Polarjahres 1932-1933 über das Radio Research Committee des Scientific Research Council der ganzen Welt bekannt gegeben. Die von Ito gemessenen Aufzeichnungen wurden bis Dezember 1941 als Projekt der Universal Radio Scientific Society (URSI) einmal pro Woche weltweit ausgestrahlt.

## Bücher und Übersetzungen

### Einzelautor
- „Frühe japanische drahtlose Telegraphie“ Koden Seisakusho, Juni 2018.

### Mitverfasser
- „Radar“, Co-Autor von Shuichi Takahashi, Koyosha, 1953.
- Co-Autor von Mitsuo Goto, „Radio Direction Measurement Device“, Corona Publishing, Januar 1957.

### Übersetzung
- H. Barkhausen, Thermionic Tube Band 1: Elektronenprinzipien und Verstärker, Corona Publishing, 1931.
- H. Barkhausen, Thermionic Tube Volume 2 Vacuum Tube Oscillator, Corona Publishing, Juni 1932.
- H. Barkhausen, Thermionic Tubes Band 3: Abnehmende Entspannung, Gleichrichter und Empfänger, Corona Publishing, November 1934.
- H. Barkhausen, Thermionic Tubes Band 4: Gleichrichter und Empfänger, Corona Publishing, November 1934.
- Heinrich Hoffmann, „Bobou Atama“, Akebono Publishing Department, 1936. - Unter dem Namen „Hiromune Takahashi“.
  - Bildungsverlagszentrum „Bobou Atama“, 1980. - 2. Auflage.
  - Bildungsverlagszentrum „Bobou Atama“, 1992. ISBN 4-7632-4600-3 – 3. Auflage. Unter dem Namen „Ito Youji“.
  - „Bobou Atama“ Gorin Bunko, 2006. ISBN 4-87786-817-8 – 4. Auflage. Unter dem Namen „Ito Youji“.

#### Übersetzung vom 'Struwwelpeter'
Während seines Studiums in Deutschland entdeckte er in einer Berliner Buchhandlung ein Exemplar des Buchs „der Struwwelpeter“ von Heinrich Hofmann, das ihm so gut gefiel, dass er eine japanische Übersetzung für seinen Neffen anfertigte. Später, im Jahr 1936, veröffentlichte er sie unter dem Übersetzungstitel „Boh Boh Atama“. Dies war die erste japanische Übersetzung des Buches. Da er jedoch aufgrund seiner Stellung als Marineoffizier nicht seinen richtigen Namen verwenden durfte, wurde die erste Ausgabe unter dem Namen seines Schwagers „Hiromune Takahashi“ veröffentlicht.